# Dustin Moskovitz
Dustin Aaron Moskovitz (/ˈmɑːskəvɪts/; born 22 mai 1984) este un antreprenor american, care a fondat Facebook împreună cu Mark Zuckerberg, Eduardo Saverin, Andrew McCollum și Chris Hughes.
Pe 3 octombrie 2008, Moskovitz a anunțat că părăsise Facebook pentru a forma o nouă companie numită Asana cu Justin Rosenstein, manager de inginerie la Facebook. Moskovitz a fost, de asemenea, cel mai mare investor angel în site-ul de partajare a fotografiilor mobile, care a fost condus de un alt fost membru al Facebook, David Morin. S-a dezvăluit că sfatul lui Moskovitz a fost important pentru a-l convinge pe Morin să respingă o ofertă de 100 de milioane de dolari pentru companie de la Google, realizată în februarie 2011.